# Arctornis gigantea
Arctornis gigantea är en fjärilsart som beskrevs av Aurivillius 1894. Arctornis gigantea ingår i släktet Arctornis och familjen tofsspinnare. Inga underarter finns listade i Catalogue of Life.